# Endrődi Noémi
Endrődi Noémi (Székesfehérvár, 1986. március 28. –) labdarúgó, csatár.

## Pályafutása
2004 és 2008 között az MTK játékosa volt, ahol a 2006–07-es és 2007–08-as idényben tagja volt a bajnoki bronzérmes csapatnak. A 2008–09-es idényben a másodosztályú Hegyvidék SE csapatában szerepelt.

## Sikerei, díjai
- Magyar bajnokság
  - 3.: 2006–07, 2007–08
- Magyar kupa
  - döntős: 2008